# Edmílson
Edmílson, właśc. Edmílson José Gomes de Moraes (ur. 10 lipca 1976 w Taguaritindze) – piłkarz brazylijski, posiadający obywatelstwo Włoch, występujący na pozycji środkowego obrońcy lub defensywnego pomocnika.
Edmilson zaczął przygodę z piłką w brazylijskim klubie São Paulo FC, w którym zadebiutował w 1994 roku. Po 6 latach w Brazylii, w 2000 roku przyszła oferta transferowa z Francji, a konkretnie z Olympique Lyon. W klubie z Lyonu Edmilson zdobył trzykrotnie Mistrzostwo Francji oraz dwukrotnie Puchar Francji.
W roku 2004 podpisał kontrakt z klubem FC Barcelona. W Dumie Katalonii zadebiutował 4 sierpnia 2004, jednak z powodu dwóch poważnych kontuzji nie zaliczył zbyt wielu występów w drużynie.
W 2008 roku za darmo przeszedł do Villarrealu CF. Następnie grał też w SE Palmeiras i Realu Saragossa. W 2011 roku wrócił do Brazylii i został zawodnikiem Ceary SC. 1 stycznia 2012 zakończył karierę piłkarską.
Powołany przez Luiza Felipe Scolarego do reprezentacji Brazylii zadebiutował w niej 18 lipca 2000. Debiut Edmilsona odbył się przeciwko drużynie Paragwaju. W 2002 roku zdobył tytuł Mistrza Świata na boiskach Korei i Japonii.
Niezaprzeczalnym atutem w grze w powietrzu jest wzrost piłkarza, który mierzy sobie 186 cm. Dzięki wzrostowi jest nie tylko skuteczny pod własną bramką, ale także groźny pod bramką rywali. Zdobył bramkę w meczu przeciwko Kostaryce na Mistrzostwach Świata w 2002.

## Osiągnięcia

### FC Barcelona
- 2005/2006 Superpuchar Hiszpanii
- 2004/2005 Mistrzostwo
- 2006 Liga Mistrzów

### Olympique Lyon
- 2003/2004 Mistrzostwo
- 2002/2003 Mistrzostwo
- 2002/2003 Superpuchar Francji
- 2001/2002 Mistrzostwo
- 2001/2002 Superpuchar Francji

### São Paulo FC
- 1999/2000 Mistrzostwo stanu São Paulo
- 1997/1998 Mistrzostwo stanu São Paulo
- 1993/1994 Puchar CONMEBOL

### Reprezentacja Brazylii
- 2002 Mistrzostwo Świata